# Familiestripboek
De reeks Familiestripboek is een van de reeksen die naast de reguliere stripreeks van Suske en Wiske, de Rode reeks, verscheen. In deze reeks verschenen Suske en Wiske-verhalen die vaak ook in deze Rode reeks zijn opgenomen, naast andere stripverhalen van Willy Vandersteen (zoals Jerom, Lambik, Schanulleke, Bessy en De Rode Ridder) en andere tekenaars. Tussen 1987 en 2002 zullen 17 stripboeken verschijnen. In 2003 verschijnt als opvolger de reeks X-Large.

## De stripboeken
- 1987 - Familiestripboek:
Suske en Wiske: Het monster van Loch Ness
Urbanus: De lege vuilnisbak
Bessy: Gebroken pijlen
Biebel: De Biebelromances!!
De Geuzen: De rattenvanger
Robert en Bertrand: Vogelvrij
 Nero: De bende van Lamu
- 1988 - Familiestripboek:
Suske en Wiske: De dappere duinduikers
Het Bordenvolkje: 5 gags
 De Rode Ridder: Medusa
Bessy: Bij nacht en ontij
Nero: De gelukbrenger
Biebel: Kort geknipt?!
Boes: De aardige verjaardag
Robert en Bertrand: Mannen van ijzer
- juni 1989 - Familiestripboek:
 Suske en Wiske: Bosspel
 Schanulleke 
 De Grappen van Lambik 
 Sam - De Garage 
 Bessy: Natuurcommando - Loonslaven 
 Jerom: De bronzen Kabouter 
 Robert en Bertrand: De klauw van de Mol
Suske en Wiske: Spelletjes 
 Dag en Heidi: Stad onder Zee 
 James Leigh: Jungle
- 1990 - Familiestripboek:
 Suske en Wiske: Knokken in Knossos
 Schanulleke 
 Kastar 
 Gaaibaai 
 Koning Arthur 
 Sam: No time to waste 
 Biebel: Biebel's overlevingstocht 
 Dag en Heidi: De maanrots 
 De Geuzen: De wildeman van Gaasbeek 
 Bessy: De heren van het woud 
 De Familie Klipper: Toï
- 1991 - Familiestripboek:
Suske en Wiske: Spruiten voor Sprotje
Bessy: De jungle van Manhattan 
 Schanulleke: 12 gags
 De familie Klipper: Hotel Paradis
 Dag en Heidi: Powakasset 
 Jerom: Het schatteneiland
 Biebel: Contra-tourist
- 1992 - Familiestripboek:
Suske en Wiske: Pezige Peekah
De Rode Ridder: De rattenkoning (142)
Bessy: De mijn
Robert en Bertrand: Het holle huis
De Kiekeboes: De straf van Sint Tetis
- 1995 - Familiestripboek:
Suske en Wiske: Geschiedenis in strip, De gekalibreerde kwibus, Op het eiland amoras
Jerom: Het groene eiland
- 1996 - Familiestripboek:
Suske en Wiske: De macabere macralles
Circus maximus: gags
Waterland: De schuilplaats
Sarah & Robin: De vriend van Ivanhoe + Gif en glorie
Proeven met Barabas
De Rode Ridder: De kroon van Deirdre
Biebel: gags
Jerom: De vreemde verzameling
Schanulleke: gags
spelletjes
- 1997 - Familiestripboek:
Jerom: De ringen van Jupiter
Suske en Wiske: De stenen broden
Sarah & Robin: Villa boomjuweel
Waterland: Het clubhuis
Lambik: De lek in het dak, Circus zere knie
De Kiekeboes: Zand in eigen land
Calpako: Wiona
- 1998 - Familiestripboek:
Suske en Wiske: Fata Morgana
't Prinske: 14 gags 
Muriël en Schroefje: Een geweldige vakantie
De mormels: De leeuw + De olifant + De golfbal + De kip + De slang + De koe
Sarah en Robin: Zes weken
 Schanulleke:8 gags
- 1999 - Familiestripboek:
 Suske en Wiske: Sprookjesnacht aan zee
Muriël en Schroefje: Schroefje slaat op tilt
Waterland: Brandnetelsoep + Tomaten
Sarah & Robin: Het dagboek
De Lambik-files: De mysterieuze cirkel + Elektro-aliens 
Biebel: 13 gags
Jerom: Het groene eiland 
De mormels: De UFO + De picknick + Het vliegtuig + De tent + De mieren
- 2000 - Familiestripboek:
De Lambik-files: Teletekinese
Nero: Het Adhemar-elexir
Sarah & Robin: Blutsen, bier en builen 
 Waterland: Vliegtuig + De briefkaart + Lilak 
 Verdwaald in het verleden: Egypte 
 De Mormels: Titanic 1
Sarah & Robin: Dikkoppen 
 Verdwaald in het verleden: Rome 
 De Mormels: Titanic 2 
Sarah & Robin: Spruitjes 
 Verdwaald in het verleden: Bourgondië 
Biebel: Gags 
De Lambik-files: De Space party + Opvoedingsplan B1 
 Muriel en Schroefje: Het Hoofd in de Wolken 
 Street Kids: Gags
- 2001 - Familiestripboek:
Suske en Wiske: Tex en Terry
De Lambik-files: Operatie Woestijn, De pijnloze tandarts, De UFO en De buitenaardse buis
Roboboy: gags en Gevangenis op vrije voeten
Sam: Hazera
Biebel: gags
Calpako: De Timicuabronnen
Street Kids: De uitnodiging